# Strażnica WOP Wisełka
Strażnica WOP Kołczewo/Wisełka – podstawowy pododdział graniczny Wojsk Ochrony Pogranicza.

## Formowanie i zmiany organizacyjne
Strażnica została sformowana w 1945  w strukturze 16 komendy odcinka Trzebiatów jako 76 strażnica WOP (Nowa Wieś) o stanie 56 żołnierzy. Kierownictwo strażnicy stanowili: komendant strażnicy, zastępca komendanta do spraw polityczno-wychowawczych i zastępca do spraw zwiadu. Strażnica składała się z dwóch drużyn strzeleckich, drużyny fizylierów, drużyny łączności i gospodarczej. Etat przewidywał także instruktora do tresury psów służbowych oraz instruktora sanitarnego.
Sformowane strażnice morskiego oddziału OP nie przystąpiły bezpośrednio do objęcia ochrony granicy morskiej. Odcinek dawnej granicy polsko-niemieckiej sprzed 1939  od Piaśnicy, aż do lewego styku z 4 Oddziałem OP ochraniany był przez radziecką straż graniczną wydzieloną ze składu wojsk marszałka Rokossowskiego. Pozostały odcinek granicy od rzeki Piaśnica, aż po granicę z ZSRR zabezpieczała Morska Milicja Obywatelska.
W 1951  strażnica stacjonowała w Wisełce.
Od 15 marca 1954 wprowadzono nową numerację strażnic. Strażnica Wisełka II kategorii otrzymała numer 72.
W 1956 strażnica II kategorii Wisełka miała numer 25.
W 1956, po rozwiązaniu 125 batalionu WOP Międzyzdroje strażnicę WOP Wisełka podporządkowano batalionowi portowemu Świnoujście.
W 1958  przemianowano ją i przydzielono numer 29.
W 1963  rozformowano lądową strażnicę WOP Wisełka IV kategorii. Odcinek przekazano strażnicy WOP Dziwnów, Jednocześnie w Wisełce zorganizowano strażnicę szkolną.
W 1968  powtórnie sformowano batalion nadmorski WOP Świnoujście. Strażnica szkolna Wisełka weszła w jego skład. W Wisełce w 1968  funkcjonowało przejście uproszczonego ruchu rybackiego podległe 2 strażnicy WOP nadmorskiej III kategorii Międzyzdroje.

## Ochrona granicy
Strażnice sąsiednie:
75 strażnica WOP Wołyń (Wollin) ⇔  77 strażnica WOP Wald – 1946

## Dowódcy strażnicy
- ppor Henryk Pilawka[2] (Plewka[11])
- ppor. Szczepan Kula (1954-1.07.1955)[12]
- por. Józef Miller (1.07.1955-15.03.1958)[12]
- por Józef Stępień (15.03.1958–1963)[13]
- por. Józef Miller - 1963